# Dead Rising 2
Dead Rising 2 es un videojuego de terror de acción y aventura de mundo abierto desarrollado por Blue Castle Games y publicado por Capcom. Fue lanzado entre septiembre y octubre de 2010 para PlayStation 3, Xbox 360 y Microsoft Windows. Es una secuela de Dead Rising, y es la segunda entrada de la serie del mismo nombre. El juego cuenta con una serie de nuevas características y mejoras a su predecesor, incluidas las opciones multijugador.
La historia del juego ve a los jugadores controlando a Chuck Greene, un ex piloto de motocross, que se encuentra en el centro de otro brote de zombis que tiene lugar en un complejo de casino y un complejo comercial en Nevada, y se involucra en descubrir la verdad detrás de él. No solo debe sobrevivir contra los zombis que deambulan por el complejo mediante la eliminación de armas y suministros, junto con el rescate de sobrevivientes atrapados en el incidente y lidiar con psicópatas enloquecidos, Chuck también debe asegurarse de que su pequeña hija reciba tratamientos regulares de un medicamento que le impida convertirse en una zombi, después de ser mordida por su madre durante un brote anterior en Las Vegas.
Al igual que en el juego anterior, los jugadores deben completar misiones principales para avanzar en la historia, pero pueden emprender tareas opcionales y explorar el complejo, con varios finales disponibles dependiendo de las acciones tomadas durante el juego principal.
El juego recibió dos expansiones descargables, una es un prólogo de la historia principal y la otra tiene lugar momentos después de lograr su final canónico. Al año siguiente se lanzó una reinvención no canónica titulado Dead Rising 2: Off the Record. Como parte del décimo aniversario de Dead Rising, una versión portada del juego, así como su reimaginación, se lanzó en septiembre de 2016 para PlayStation 4 y Xbox One.

## Jugabilidad

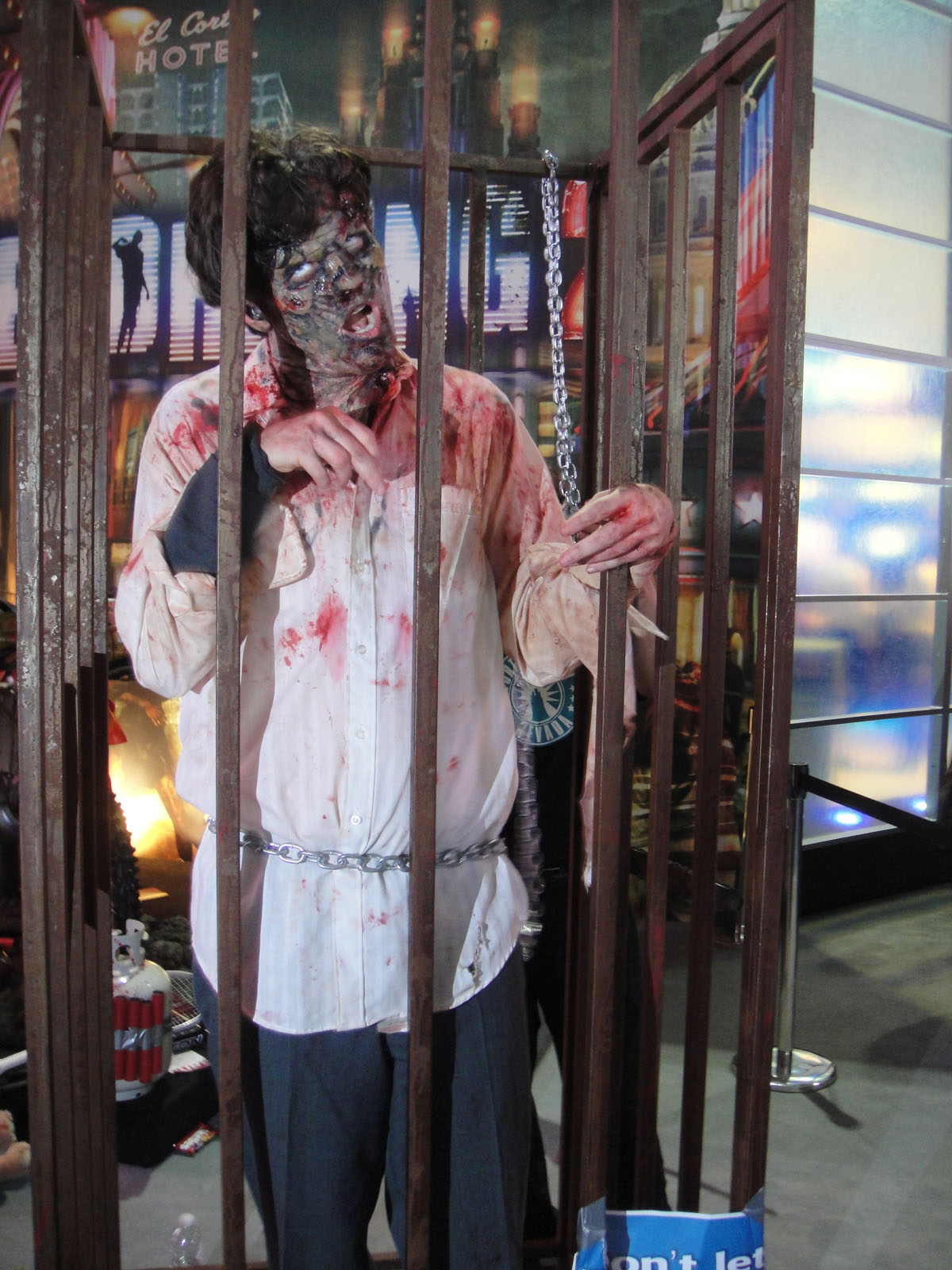
Promoción en E3 2010

El jugador controla al protagonista Chuck Greene mientras lucha contra hordas de zombis mientras cumple misiones específicas. El juego incluye varios objetos nuevos que se pueden usar para atacar a los zombis. Se pueden ver hasta 7,000 zombis en pantalla al mismo tiempo.
Dead Rising 2 permite a los jugadores fabricar sus propias armas personalizadas en varios puntos del juego recolectando elementos y combinándolos en salas de mantenimiento repartidas por el mapa del juego. El jugador también tiene la capacidad de desbloquear "tarjetas combinadas" que revelan armas que se pueden combinar. Tales combinaciones incluyen el "Ave María", una granada de mano pegada con cinta adhesiva a una pelota de fútbol, "Dynameat", un cartucho de dinamita pegado con cinta adhesiva a un trozo de carne, la "Paddlesaw", dos motosierras pegadas con cinta adhesiva a una paleta de kayak y "Spiked Bat", que es un bate de béisbol con clavos perforados.
Al igual que el primer juego, las peleas contra jefes están representadas por 'psicópatas', personas que se han vuelto locas por el brote zombi o se aprovechan de él para cumplir sus crueles deseos.

### Multijugador
Durante el Tokyo Game Show de 2009, Capcom reveló que el modo multijugador de Dead Rising 2 toma la forma del reality show "Terror Is Reality" en el que los jugadores actuarán como concursantes en un programa de juegos ficticio. Cuatro jugadores participan en el modo multijugador, compitiendo entre sí por la mayor cantidad de muertes dentro de una arena llena de muertos vivientes. Los jugadores pueden usar armas y vehículos, incluidas bolas de hámster de tamaño humano y motocicletas equipadas con motosierras. También podrán evitar que otros jugadores anoten mediante el uso de diversas formas de tácticas "sucias".
Chuck Greene se une al reality show de pago por evento "Terror Is Reality" (TIR) para conseguir dinero para el Zombrex de su hija. (Zombrex es un medicamento que evita que los humanos infectados se conviertan en zombis siempre que se tome una vez al día). Terror Is Reality está presentado por Tyrone "TK" King. Los jugadores compiten con jugadores de todo el mundo en línea y, al mismo tiempo, ganan dinero para su personaje. El programa consta de tres minijuegos, que incluyen "Zomboni" (conducir un automóvil que produce jugo de zombis y los jugadores tienen que disparar el jugo al objetivo para obtener puntos), "Cazarrecompensas" (los jugadores disparan a los zombis y pueden ganar puntos extra golpeando el premio mayor), "Levántate Zomedy" (los jugadores le ponen flores, palos y vestidos al zombi, ganan más puntos al obtener los tres elementos en un zombi), y así sucesivamente. Finalmente, el juego principal de TIR es "Ciclo de rebanadas", donde los jugadores conducen motocicletas para cortar zombis y ganar puntos. Los ganadores y participantes obtienen dinero por sus puntos de participación en los juegos.
Durante Captivate '10 se confirmó que el juego cooperativo para la campaña de la historia estará disponible y, según Blue Castle Games, habrá un modo cooperativo en línea. Ambos jugadores jugarán como el personaje principal, Chuck Greene, y podrán ganar experiencia y conservar los elementos que recolectaron durante el juego, pero solo el jugador anfitrión podrá guardar el progreso del juego. Un anfitrión puede invitar a un amigo a unirse al juego actual enviando una invitación; si el amigo acepta, se mostrará un icono de confirmación y el anfitrión puede permitir que el jugador se una. Los jugadores que no sean anfitriones pueden entrar o salir de un juego cooperativo cuando lo deseen. Cuando los jugadores se separen, aparecerá un pequeño ícono animado de Chuck Greene en la parte inferior de la pantalla del juego. El ícono mostrará lo que está haciendo el otro jugador: atacando, siendo asaltado por zombis, etc. Si un jugador es derribado por zombis, podrá llamar al otro para pedirle ayuda para revivirlo. El jugador usará comida para revivir al compañero moribundo antes de que se le acabe la salud.

## Argumento
En 2011, 5 años después de los eventos de Dead Rising, Chuck Greene, ex campeón de motocrós se encuentra en la ciudad ficticia de Fortune City, Nevada, para participar en Terror Is Reality, un controvertido programa de juegos de entrenamiento deportivo dónde los concursantes matan zombis por dinero y fama. Chuck necesita el dinero del premio para comprar el Zombrex (un medicamento diario que suprime el proceso de zombificación) para su hija Katey, quien fue mordida por su madre zombificada durante un brote anterior en Las Vegas cuando tenía solo cuatro años. Mientras Chuck está detrás del escenario después del espectáculo, se libera del suministro de zombis del programa; Chuck rescata a Katey y se dirige a un refugio de emergencia, que se cierra después de su llegada. Raymond Sullivan (el único guardia de seguridad que llega vivo al refugio) es inicialmente reacio a dejar entrar a la infectada Katey, pero Chuck promete mantenerla abastecida con el Zombrex hasta que lleguen los militares en 3 días.
Chuck necesita aventurarse en la ciudad posapocalíptica para encontrar una dosis del Zombrex, y saliendo del refugio a través de un conducto de aire. Otra sobreviviente, Stacey Forsythe (líder de la rama de Nevada de la organización de derechos de zombis "Ciudadanos por los Derechos de los No Muertos y la Igualdad", que estaba en la ciudad para protestar por el tratamiento de los zombis por Terror Is Reality) le proporciona un mapa y una radio bidireccional; ella promete vigilar a los monitores de seguridad del refugio y dirigir a Chuck a cualquier otro sobreviviente o punto de interés en el área.
Después de regresar con la primera dosis del Zombrex para Katey, un informe de noticias implica a Chuck como la causa del brote de Fortune City. Chuck rastrea a la reportera, Rebecca Chang, en un hotel cercano, y le ofrece la historia de su vida si ella le da la oportunidad de demostrar su inocencia y lo ayuda a determinar quién estaba realmente detrás del brote. Después de esto, Chuck tiene tres objetivos principales que completar: descubrir el origen del brote de Fortune City siguiendo las misiones "Archivos del Caso", rescatar a tantos sobrevivientes como sea posible (ya sea de zombis o de los personajes jefes "psicópatas") y encontrar suficientes dosis del Zombrex para mantener viva a Katey hasta que lleguen los militares.
Chuck y Rebecca descubren que el presentador de Terror Is Reality, Tyrone "TK" King, está usando el brote como cobertura para robar los cuatro casinos principales de Fortune City. Chuck frustra los robos y evita que el anfitrión escape en su helicóptero. TK está encerrado en el refugio, y revela que otra organización responsable del brote le pagó para incriminar a Chuck por ello.
3 días después del brote, llegan los militares, pero un gas verde comienza a emanar del subsuelo y hace que los zombis muten en una forma más poderosa. El convoy no está preparado para lidiar con los súper zombis, y es aniquilado casi por completo. Una segunda fuerza militar normalmente llegaría 24 horas después, pero los informes de los medios afirman que el primer convoy llegó al refugio y no encontró sobreviviente, por lo que la ciudad será limpiada por bombas incendiarias en ese momento. La casa segura también es saboteada, Chuck debe reparar rápidamente la puerta antes de que entren demasiados zombis.
Independientemente de las acciones del jugador, TK es mordido y necesita al Zombrex para sobrevivir. Rebecca revela que la causa del gas parece estar en los túneles del acceso subterráneos, y Chuck encuentra una instalación oculta dónde la compañía farmacéutica Phenotrans, los fabricantes del Zombrex, está cosechando a los zombis. La droga se fabrica a partir de las reinas de las avispas genéticamente modificadas que crean zombis; el gas liberada por la instalación de Phenotrans está destinado a aumentar el número de reinas en una horda de zombis.
Después de matar a los científicos a cargo de la cosecha, Chuck recupera un teléfono satelital y una computadora portátil de la instalación y los lleva a Rebecca como prueba de Phenotrans orquestó el brote para cosechar más reinas, mientras aumentaba la demanda del Zombrex. Justo cuando Rebecca intenta ponerse en contacto con su estación de noticias e informar del descubrimiento, Sullivan la mata a tiros. Sullivan se revela como un agente de Phenotrans; él fue quien dejó salir a los zombis de Terror Is Reality mientras incriminaba a Chuck, y el que saboteó el refugio. Él escapa con el teléfono y la computadora portátil, y Chuck lo sigue a la azotea de un casino, dónde planea escapar en skyhook después de revelar que los brotes de Las Vegas y Fortune City eran necesarios para mantener un suministro constante de reinas para hacer el Zombrex, enfurecido a Chuck cuando su esposa fue asesinada en el brote de Las Vegas que llevó a Katey a infectarse en primer lugar.
Después de una feroz batalla, Chuck esposa al arnés de Sullivan a la azotea, partiéndole por la mitad cuando el avión de recuperación atrapa el gancho. Chuck contacta el canal de Rebecca y les ofrece darles pruebas de la participación de Phenotrans en el brote de Fortune City si envían helicópteros para rescatar a los sobrevivientes.
Cuando el helicóptero los recoge, si TK no recibió el Zombrex, zombifica y ataca al grupo, obligando a Chuck a sacrificarse para permitir que los demás escapen. TK recibió el Zombrex, secuestra a Stacey y Katey y las suspende por encima de una horda de zombis mientras desafía a Chuck a un duelo final. Chuck logra vencer arrojando a TK a su muerte y luego se va con las 2.

## Desarrollo y lanzamiento
Dead Rising 2 fue anunciado el 9 de febrero de 2009, confirmando rumores anteriores de la existencia del juego, así como un video viral del juego. Los desarrolladores de Blue Castle Games trabajaron con Keiji Inafune, el productor original de Dead Rising y ex director global de investigación y desarrollo de Capcom, junto con otros miembros del equipo original de Dead Rising.

### Promoción

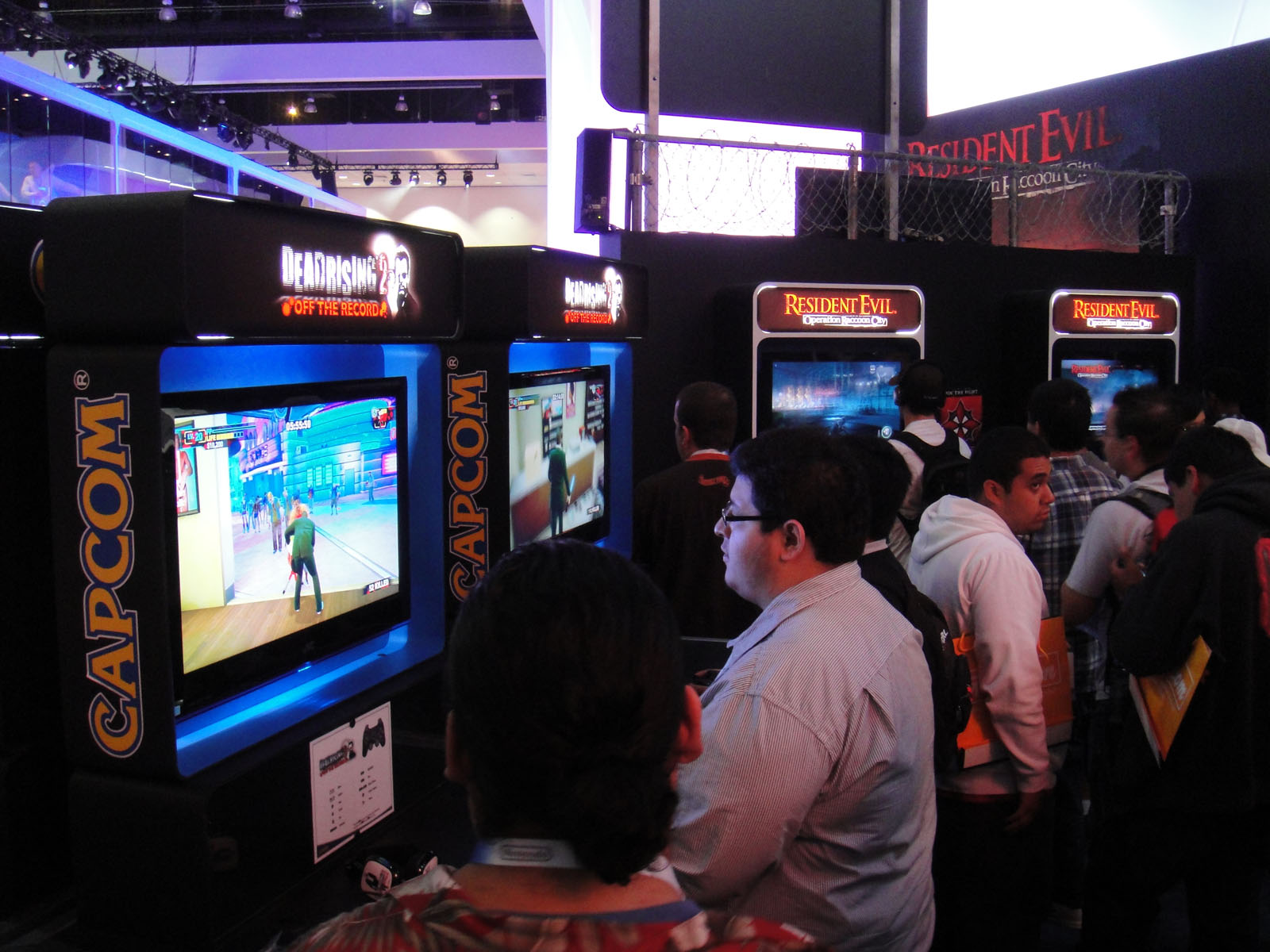

Capcom creó una variedad de sitios web antes del lanzamiento del juego. Estos incluyen TapeitorDie.Com, visitfortunecity.com y deadrising-2.com.
En agosto de 2010, Keiji Inafune lanzó una serie de vídeos de ocho partes titulada Zombrex: Dead Rising Sun. Capcom patrocinó una reunión de zombis en la Casa del Parlamento de Londres el 30 de agosto: los mejores vestidos ganaron una consola de juegos. Los asistentes también recibieron una camiseta única de edición limitada.
Capcom también creó Citizens for Undead Rights and Equality (CURE) como un vínculo de marketing para el juego, así como su reinvención de Dead Rising 2: Off the Record. El grupo es una parodia del sistema de partidos políticos en Gran Bretaña.

### Ediciones minoristas
Dead Rising 2 fue lanzado en varias versiones comerciales. La edición estándar incluye el juego y un manual y está disponible para Xbox 360, PlayStation 3 y PC.
- La edición Zombrex en las regiones de Norteamérica y PAL solo está disponible para Xbox 360 y PlayStation 3. La edición norteamericana incluye una jeringa falsa del medicamento Zombrex que aparece en el juego (que funciona como un bolígrafo), junto con una tarjeta de información de seguridad adjunta, una caja de acero con la etiqueta Zombrex, un folleto de ventas y un talonario de recetas. La versión de Xbox 360 viene con la película Zombrex Dead Rising Sun, mientras que la versión de PlayStation 3 contiene un cupón para un tema dinámico XrossMediaBar de Dead Rising 2 y un reportaje detrás de escena. La edición Zombrex también se lanzó en las regiones PAL y contiene la caja de acero de Zombrex, una jeringa falsa y un DVD sobre cómo se hizo.
- El Outbreak Pack, disponible para cualquier sistema, pero exclusivo para Europa, presenta una caja roja y contiene una figura de zombi y algunos accesorios para la figura. También se anunció una tirada limitada de 700 copias para Australia.
- La edición High Stakes está disponible exclusivamente en la tienda de Capcom y contiene un juego de póquer, un mapa para visitantes de Fortune City, un boleto de entrada a Terror Is Reality XVII y la oportunidad de ganar un busto dorado de 6 pies de la estatua del zombi.

## Contenido descargable

### Case Zero
Dead Rising 2: Case Zero es la precuela de Dead Rising 2 y se desarrolla poco después de que Chuck y Katey escapan del brote zombi de Las Vegas. El jugador debe lidiar con un brote menor en la ciudad de Still Creek y seguir adelante antes de que llegue el ejército y mate a los infectados (incluidos los que no son zombis como Katey). El jugador puede alcanzar hasta el nivel cinco en Case Zero, y el nivel y las cartas combinadas obtenidas se pueden transferir al juego principal.
Case Zero fue lanzado por Blue Castle Games y Microsoft Game Studios para Xbox 360 el 31 de agosto de 2010 en América del Norte y Europa, luego en Japón en una fecha posterior porque la Computer Entertainment Rating Organization estaba preocupado por el contenido y la calificación de la descarga. El juego está bloqueado por regiones para estas áreas específicas y no se puede descargar fuera de estas regiones. En la primera semana de lanzamiento del juego, se realizaron 300,000 descargas: el juego que se vendió más rápido en Xbox Live Arcade. El 15 de septiembre, Capcom anunció que Case Zero había recibido más de 500,000 descargas.
La recepción de Case Zero ha sido generalmente favorable, recibiendo una puntuación media de 79 en Metacritic. IGN le dio al título una calificación de 6,5 sobre 10, criticando los tiempos de carga y la falta de cosas que hacer. GameSpot le dio al título una calificación de 8 sobre 10, elogiando la divertida matanza de zombis, la creación de armas en profundidad y los múltiples finales que requieren varias partidas. Joystiq le dio al título una calificación de 4 sobre 5 estrellas y recomendó el juego a cualquiera tanto por el contenido como por el precio. Eurogamer le dio al título una calificación de 7 sobre 10, criticando muchas molestias pero elogiando el producto en general.

### Case West
El 15 de septiembre de 2010, Capcom y Microsoft Game Studios anunciaron un segundo episodio descargable para Xbox 360, titulado Dead Rising 2: Case West, disponible en Xbox Live Marketplace. El juego presenta a Frank West, el personaje principal del primer juego Dead Rising, y sirve como el modo Overtime canónico de Dead Rising 2, con Frank haciendo equipo con Chuck para investigar más a fondo el vínculo entre Phenotrans y el brote de zombis de Fortune City, y encontrar pruebas que eximan a Chuck de cualquier delito.
La historia continúa desde el final A del juego principal, con Frank rescatando a Chuck del ascensor. Frank iba a encontrarse con Rebecca Chang para investigar una instalación de Phenotrans al oeste de Fortune City, pero Chuck le dice que ella fue asesinada por el espía de Phenotrans, Sullivan. Aunque inicialmente sospecha de Chuck debido a los informes de los medios que lo culpan por el brote de Fortune City, Frank deja que la estrella del motocross lo acompañe para encontrar pruebas de que Phenotrans estaba detrás del brote.
Case West incluye un modo cooperativo para dos jugadores, en el que cada uno toma el control de uno de los dos personajes. El episodio presenta nuevos desafíos, enemigos, objetos y armas combinadas. El elemento de fotografía regresa del primer Dead Rising; los personajes lo usan para generar pruebas de la participación de Phenotrans en los brotes de zombis. Case West se lanzó el 27 de diciembre de 2010 para Xbox 360 en América del Norte.
Case West recibió críticas generalmente positivas, con una puntuación de 74 en Metacritic. IGN le dio al título una calificación de 8.5 sobre 10, con elogios por la historia, las armas combinadas y el divertido modo cooperativo. Eurogamer le dio al título una calificación de 8 sobre 10, afirmando que el producto era una compra que valía más la pena para las personas que planeaban jugar en modo cooperativo con un amigo. GameTrailers le otorgó al título una calificación de 7.9 sobre 10, diciendo que el precio de venta de $10 valía la pena. GameSpot le dio al título una calificación de 7 sobre 10, elogiando las nuevas armas, la diversión al rescatar sobrevivientes, el humor estrafalario y mucho valor de rejugabilidad, pero criticando la similitud que tiene con Case Zero, la falta de integración con juegos anteriores y que la fotografía en el juego tiene menos impacto que en Dead Rising.

## Remake
En Captivate 2011, el evento de prensa anual de Capcom, la compañía anunció que lanzaría Dead Rising 2: Off the Record, una reinterpretación del juego con Frank West del Dead Rising original como personaje principal. El juego se lanzó para las mismas consolas el 11 de octubre en Norteamérica, el 13 de octubre en Japón y el 14 de octubre en Europa a un precio minorista con descuento.
Off the Record está pensado como una reinvención completa de Dead Rising 2, con nuevas misiones, escenas cinemáticas, entornos, enemigos y armas. También se incluye la mecánica de fotografía del primer Dead Rising. Hay actualizaciones técnicas y del sistema, como la optimización de los tiempos de carga y un mejor rendimiento de la red. Off the Record también presenta un nuevo modo sandbox. Esto permite a los jugadores explorar Fortune City sin el obstáculo del tiempo. Off The Record ha recibido críticas en su mayoría positivas, con cambios y adiciones tanto elogiados como criticados.
El 13 de septiembre de 2016, Capcom relanzó Off the Record junto con Dead Rising y Dead Rising 2 en Xbox One y PlayStation 4 para coincidir con el décimo aniversario de la serie.

## Recepción
Dead Rising 2 recibió críticas "generalmente favorables", según el agregador de reseñas Metacritic.
GameZone le dio a la versión Xbox 360 del juego un 6 sobre 10, afirmando que "la presentación mediocre, la historia poco inspirada, el multijugador completamente roto y la atroz cantidad de fallas hacen que Dead Rising 2 sea menos una joya defectuosa y más una pila algo pulida que huele cada vez peor cuanto más tiempo lo dejas en tu unidad de discos".
Game Informer le dio al juego un 9,5 sobre 10, afirmando: "Incluso después de jugar durante decenas de horas, aún encontrarás cosas nuevas en Dead Rising 2. No voy a revelar nada, pero hay mucha variedad en el juego más allá de cosas obvias como la cantidad de objetos que se pueden usar como garrotes. Este juego está diseñado para múltiples partidas, y espero con ansias todas y cada una de ellas".
En febrero de 2011, Capcom anunció que el título había vendido más de 2,2 millones de copias en todo el mundo.
Al 31 de marzo de 2024, el juego había vendido 3,20 millones de copias en todo el mundo.

## Secuela
Dead Rising 3 es un videojuego de terror y de acción-aventura de mundo abierto desarrollado por Capcom Vancouver y publicado por Microsoft Studios. El juego fue anunciado como título de lanzamiento de Xbox One durante la conferencia de prensa de Microsoft en el E3 2013 el 10 de junio de 2013. Fue lanzado el 22 de noviembre de 2013.